# From the Beginning (album des Small Faces)
Pour les articles homonymes, voir From the Beginning.
Albums de Small Faces
Small Faces
(1966) Small Faces
(1967)
From the Beginning est la première compilation des Small Faces sortie le 2 juin 1967. Cette compilation est mise sur le marché par leur ancien label, Decca Records, après le départ du groupe chez Immediate Records. Elle se classe no 17 des ventes au Royaume-Uni à sa sortie.

## Titres
Toutes les chansons sont de Steve Marriott et Ronnie Lane, sauf mention contraire.

### Face 1
1. Runaway (Max Crook, Del Shannon) – 2:47
2. My Mind's Eye – 2:03
3. Yesterday, Today and Tomorrow – 1:55
4. That Man – 2:15
5. My Way of Giving – 1:59
6. Hey Girl – 2:17
7. (Tell Me) Have You Ever Seen Me – 2:18

### Face 2
1. Come Back and Take This Hurt Off Me (Don Covay, Ron Miller) – 2:18
2. All or Nothing – 3:05
3. Baby Don't You Do It (Holland-Dozier-Holland) – 2:01
4. Plum Nellie (Steve Cropper, Al Jackson, Jr., Booker T. Jones, Lewie Steinberg) – 2:32
5. Sha-La-La-La-Lee (Kenny Lynch, Mort Shuman) – 2:55
6. You've Really Got a Hold on Me (Smokey Robinson) – 3:18
7. Whatcha Gonna Do About It (Ian Samwell, Lane, Marriott) – 1:58

### Titres bonus
La réédition au format CD parue chez Decca en 1996 inclut cinq titres supplémentaires (des versions alternatives de chansons de l'album) :
1. My Mind's Eye – 1:52
2. Hey Girl – 2:14
3. Take This Hurt Off Me (Covay, Miller) – 2:15
4. Baby Don't You Do It (Holland, Dozier, Holland) – 1:59
5. Whatcha Gonna Do About It (Samwell, Lane, Marriott) – 2:08

## Musiciens
- Steve Marriott : guitare, chant
- Ronnie Lane : basse, chant (4, 5), chœurs
- Ian McLagan : claviers, chœurs (toutes sauf 10 et 14)
- Kenney Jones : batterie, percussions

## Musicien additionnel
- Jimmy Winston : claviers, chœurs (14), guitare rythmique, chant (10)